# Saint-Nazaire-d'Acton
Saint-Nazaire-d’Acton (AFI: /sɛ̃nazɛᴚdaktɔn/), antiguamente Saint-Nazaire-et-Compagnons-Martyrs y Saint-Nazaire, es un municipio de parroquia perteneciente a la provincia de Quebec en Canadá. Está ubicado en el municipio regional de condado (MRC) de Acton en la región de Montérégie-Est.

## Geografía
Saint-Nazaire-d’Acton se encuentra en la planicie del San Lorenzo, en la parte norte del MRC de Acton, 15 kilómetros al norte de Acton Vale. Limita al noroeste con Sainte-Anne-de-Sorel, al noreste con Saint-Eugène, al noreste con Saint-Germain-de-Grantham, al este con Wickham, al sur con Saint-Théodore-d'Acton y Upton y al oeste con Sainte-Hélène-de-Bagot. Su superficie total es de 58,09 km², de los cuales 58,08 km² son tierra firme y 0,01 km² en agua. El río Duncan baña el territorio.

## Urbanismo
El pueblo de Saint-Nazaire-d’Acton se encuentra al cruce de la rue Principale (10e Rang) y del chemin du Moulin. Al oeste, el rang Brodeur permite de ir a la autoroute Jean-Lesage ( A 20 ) hacia las centros regionales Saint-Hyacinthe y Drummondville. Al este, va hacia la ( QC 139 ), carretera nacional que conecta con Wickham y Saint-Nicéphore. El chemin du Moulin se dirige al sur hacia Saint-Théodore-d’Acton y Acton Vale, el centro se servicios del MRC.

## Historia
El cantón de Acton fue creado en 1806. Hacia 1855, un grupo de Franco-canadienses se establecieron en el territorio y fundaron la localidad. En 1893, la parroquia de Saint-Nazaire-et-Compagnons-Martyrs fue creada por separación de las parroquias de Saint-Théodore-d'Acton, Saint-Éphrem-d'Upton, Saint-Germain-de-Grantham y de Saint-Jean-l'Évangéliste-de-Wickham. En 1855, el municipio de parroquia de Saint-Nazaire-d’Acton fue instituido. La oficina de correos de Saint-Nazaire abrió en 1890.

## Política
El consejo municipal se compone del alcalde y de seis consejeros sin división territorial. El alcalde actual (2015) es André Fafard.
|            | 2005-2009                                                                          | 2009-2013                                                                             | 2013-2017                                                                                |
| Alcalde    | André Fafard                                                                       | André Fafard                                                                          | André Fafard                                                                             |
| Consejeros | Guy Benoît Roger Collard Steve Duhamel Pierre Laflamme Josée Rajotte André Roberge | Roger Collard Steve Duhamel Pierre Laflamme Éric Laforge André Roberge Patrick Salvas | Pier Hugo Chagnon Jean Collard Roger Collard Pierre Laflamme Éric Laforge Patrick Salvas |

 * Consejero al inicio del termo pero no al fin.  ** Consejero al fin del termo pero no al inicio. 
A nivel supralocal, Saint-Nazaire-d'Acton forma parte del MRC de Acton. El territorio del municipio está ubicado en la circunscripción electoral de Johnson a nivel provincial y de Saint-Hyacinthe—Bagot a nivel federal.

## Demografía
Según el censo de Canadá de 2011, Saint-Nazaire-d’Acton contaba con 826 habitantes. La densidad de población estaba de 14,3 hab./km². Entre 2006 y 2011 hubo una disminución de 6 habitantes (0,7 %). En 2011, el número total de inmuebles particulares era de 344, de los cuales 325 estaban ocupados por residentes habituales, otros siendo desocupados o residencias secundarias.
Evolución de la población total, 1991-2015

## Cultura
El escritor americano Will James, cuyo el nombre era Ernest Nephtali Dufault, nació en Saint-Nazaire-d'Acton en 1892. La novela Le Passager (El Pasajero), sacado por Patrick Senécal en 1995, tiene luego en Saint-Nazaire-d’Acton.